# Muralla de Mar
La Muralla de Mar era el tram de la muralla de Barcelona que anava de la plaça de Sant Sebastià (actuals de Correus i d'Idrissa Diallo), fins al Baluard del Rei, a l'altra banda de les Drassanes, encerclant la ciutat per mar. Iniciada a mitjan segle xv, va patir reformes i enderrocs parcials durant el segle xix. Perduda la seva funcionalitat defensiva, Fou enderrocada entre 1878 i 1881 per a urbanitzar l'actual passeig de Colom.

## Història
És una de les zones més significatives pel que fa a la història dels darrers segles de la ciutat. Cal tenir present que el front marítim de Barcelona mostra una formació relativament recent, car la variació dels límits de la platja –que ha anat retrocedint progressivament- ha condicionat l'ocupació humana i la urbanització d'aquest sector urbà. Des d'aquest punt de vista la historiografia tradicional considera que els terrenys de la façana marítima no es consolidaren plenament fins al segle xiii. Serà, però, en el decurs dels segles xiv i xv que aquesta zona del litoral esdevindrà definitivament una àrea urbana, malgrat no estar inclosa en el perímetre emmurallat de la ciutat medieval. L'impuls de la seva urbanització va venir clarament determinat pel paper de Barcelona com a plaça comercial que, ben aviat, requerirà la construcció d'una Llotja per tal d'allotjar les activitats dels mercaders. Les obres s'iniciaren l'any 1339 en l'indret que ja es coneixia com a plaça dels Canvis. Aquest primer edifici, tot i tenir caràcter provisional, va afavorir l'ocupació de l'àrea circumdant; no debades, ràpidament se li associaren altres dependències com els anomenats porxos del blat o magatzems on es custodiava el gra que abastia la ciutat. La següent actuació que afavorirà la progressiva expansió del poblament urbà en direcció al mar va ser, sens dubte, la construcció de la primera muralla de mar i del port de la ciutat. Aquesta fortificació que transcorria paral·lela al mar, va ser iniciada l'any 1369 i no fou acabada fins al 1448.
La plaça de la Llotja i la dels Encants van restar, no obstant, obertes al mar, com a punt d'entrada i sortida de les mercaderies en el que es concentrava l'activitat mercantil. De la mateixa manera, l'any 1439 es van iniciar les obres del primer dic que afavoriria la formació del port de la ciutat davant del convent de Santa Clara, tot i que la seva consolidació definitiva –igual que la de la muralla marítima- no va tenir lloc fins al segle xvi. L'any 1534, el Consell de Cent va decidir cloure definitivament la ciutat dins d'una muralla que tanqués per la banda del mar, malgrat que això implicava perjudicar les bones vistes de què gaudien les nombroses residències aristocràtiques existents en aquesta zona. Ja al segle xviii, les conseqüències de la caiguda de la ciutat el 1714 van comportar noves transformacions de l'àrea urbana de l'actual passeig. La Llotja va ser destinada parcialment a usos militars, com a residència de les milícies que controlaven la ciutat. Aquests fets degueren accelerar la remodelació de l'antiga construcció gòtica, que va ser adaptada a les noves necessitats i a l'estètica neoclassicista que imperava en el moment; l'autor del nou projecte fou Tomàs Soler i Ferrer.
La reconstrucció de la Llotja no va modificar la relació de l'edifici amb el frontis del litoral de la ciutat, ja que al seu davant continuava iniciant-se el terraplè que permetia accedir a la part superior de la muralla utilitzada pels barcelonins com a passeig urbà. Aquest terraplè presentava la seva major pendent més enllà del convent de Sant Sebastià, on abans se situava la plaça del Vi. En els segles xix i xx continuaren produint-se importants transformacions urbanístiques en aquest sector de la ciutat, que contribuïren notablement a augmentar el seu prestigi social. Entre el les destaca la nova configuració del Pla de Palau projectada per Joan Massanés l'any 1818.
Ja en la segona meitat del segle xix, l'incendi i desaparició del Palau Reial (1875) i l'enderroc i la desaparició en la dècada de 1880 del nou Portal de Mar i de la seva muralla, amb motiu de la urbanització del nou passeig de Colom, van suposar la transformació definitiva del front marítim de la ciutat i la configuració de la fesomia actual.